# Soul Militia
I Soul Militia, noti fino al 2002 come 2XL, sono un gruppo musicale hip-hop estone. Insieme a Tanel Padar e Dave Benton, il gruppo ha vinto l'Eurovision Song Contest 2001 con il brano Everybody.
Il gruppo è composto da Lauri Pihlap ("Lowry"), Sergei Morgun ("Semy") e Kaido Põldma ("Craig"). Un quarto membro, Indrek Soom ("Ince"), ha lasciato il gruppo nel 2004.
I Soul Militia sono stati originariamente fondati da Morgun e Soom nel 1997, con il nome 2XL. Dopo la vittoria del 2001, hanno anche partecipato alla preselezione estone dell'Eurovision Song Contest 2007 con una canzone dal titolo My Place.